# جزیره حلانیات

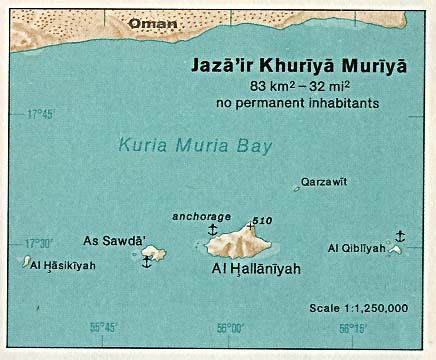
جزایر حلانیات

جزایر حلانیات (به عربی:  جزیرة الحلانیات ) یا جزایر خوریا-موریا ۵ جزیره در دریای عرب در ۴۰ کیلومتری سرزمین اصلی عمان هستند. این جزایر تابع شهرستان شلیم وجزر الحلانیات استان ظفار می‌باشند.
نام پیشین این جزیره‌ها کوریا و موریا بوده‌است که در دوران نه بس دور به نام جزیار الحلانیات تبدیل یافته‌است. این جزایر در مقابل (ساحل صلاله) واقع می‌باشند. مالکیت این جزایر سال‌ها محل اختلاف عمان و جمهوری دموکراتیک خلق یمن بود که در نهایت یمن جنوبی در سال ۱۹۹۵ با واگذاری کامل آن به عمان موافقت کرد.

## جزایر
| جزیره    | مساحت (km²) | مختصات                                                        |
| -------- | ----------- | ------------------------------------------------------------- |
| الحاسکیه | ۲           | ۱۷°۲۸′۲۸″ شمالی ۵۵°۳۶′۰۵″ شرقی / ۱۷٫۴۷۴۴۴°شمالی ۵۵٫۶۰۱۳۹°شرقی |
| السوداء  | ۱۱          | ۱۷°۲۹′۲۸″ شمالی ۵۵°۵۱′۱۸″ شرقی / ۱۷٫۴۹۱۱۱°شمالی ۵۵٫۸۵۵۰۰°شرقی |
| الحلانیه | ۵۶          | ۱۷°۳۰′۵۲″ شمالی ۵۶°۰۱′۲۹″ شرقی / ۱۷٫۵۱۴۴۴°شمالی ۵۶٫۰۲۴۷۲°شرقی |
| جرزعوت   | ۰٫۳         | ۱۷°۳۷′۰۱″ شمالی ۵۶°۰۸′۲۴″ شرقی / ۱۷٫۶۱۶۹۴°شمالی ۵۶٫۱۴۰۰۰°شرقی |
| القبلیه  | ۳           | ۱۷°۳۰′۰۰″ شمالی ۵۶°۲۰′۱۵″ شرقی / ۱۷٫۵۰۰۰۰°شمالی ۵۶٫۳۳۷۵۰°شرقی |